# Arabski Front Wyzwolenia
Arabski Front Wyzwolenia (arab. جبهة التحرير العربية) – niewielkie palestyńskie ugrupowanie polityczne.

## Historia
Założony w 1969 roku. Do 2003 roku kontrolowany był przez iracką Partię Baas. Pierwotnie jego struktury znajdowały się w Iraku i Libanie, współcześnie obecny jest także na Zachodnim Brzegu.
Niegdyś był organizacją zmilitaryzowaną, dysponującą własnym ruchem partyzanckim. W 1982 roku uczestniczył w wojnie libańskiej. Od wczesnych lat 90. nie przyznał się do żadnych przejawów aktywności zbrojnej. W 1993 roku potępił porozumienia z Oslo, a nieliczni zwolennicy porozumienia, utworzyli rozłamowy Palestyński Front Arabski. W 1996 roku wystartował w wyborach parlamentarnych w Autonomii Palestyńskiej, zdobywając 0,65% głosów. W trakcie intifady Al-Aksa kolportował pieniądze, jakie rząd Iraku wypłacał rodzinom palestyńskich zamachowców-samobójców.  
Jest członkiem Organizacji Wyzwolenia Palestyny, dawniej należał do Frontu Odmowy. 
Organem prasowym Frontu jest „al-Thawra al-Arabi" (Rewolucja Arabska). Przywódcy: Abdul Kajali, Abd al-Rahim Ahmad, Asad Aka, Jamil Shahada i Abd al-Majid al-Rifai.

## Ideologia
Wyznaje doktrynę baasizmu, propaguje panarabizm i przeciwny jest „palestynizacji“ konfliktu z Izraelem.